# BMX Bandits (musikgrupp)
BMX Bandits är ett skotskt gitarr-pop band som är influerat av musik från 1960-talet, bandet började spela 1986.

## Diskografi
- Totally Groovy Live Experience (1989)
- C86 (kompilation, 1990)
- Star Wars (1991)
- C86 Plus (kompilation, 1991)
- Life Goes On (1993)
- Gettin' Dirty (1995)
- Theme Park (1996)
- 53rd and 3rd Years (kompilation, 1999)
- On the Radio, 1986-1996 (kompilation, 2003)
- Down at the Hop (2003)
- Serious Drugs ("Best of"-samlingsalbum, 2005)
- My Chain (2006)
- Bee Stings (2007)

## Medlemmar genom tiderna
- Sushil Dade
- Sean Dickson
- Francis MacDonald
- Joseph McAlinden
- Duglas T.Stewart
- Norman Blake
- Eugene Kelly
- Jim McCull
- Finlay MacDonald
- John Hogart
- Gordon Keen
- Willie McArdle